# Mechupda

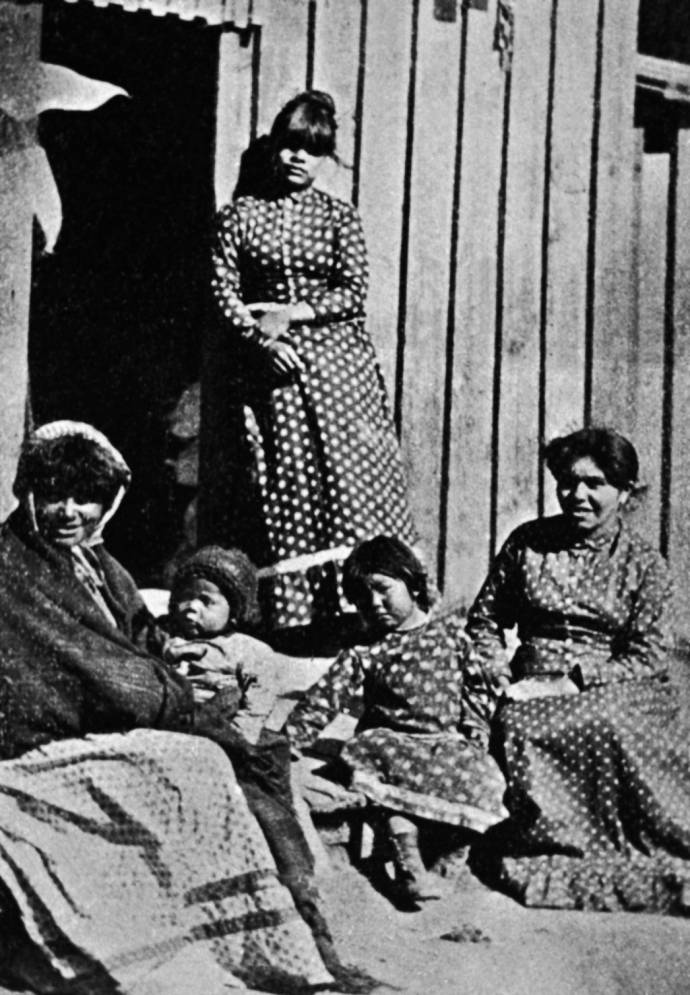
Frauen und Kinder der Mechupda, Aufnahme vor 1896

Die Mechupda sind ein Stamm der Maidu, eines indigenen Volks in Kalifornien. Sie gehören zur Mechoopda Indian Tribe of Chico Rancheria, einem durch Bundesgesetz anerkannten Stamm. Historisch gesehen sprach der Stamm Konkow, welches zu den Maidu-Sprachen gehört. Seit 2010 wurden durch Angehörige der Mechupda digitale Lernmaterialien erstellt, die auf alte Aufnahmen aus den 1940er Jahren im Zuge der Kriegsanstrengungen von Emma Cooper zurückgehen.
Den Mittelpunkt des Stammeslebens bildete vormals ein Dorf, etwa 5,6 km südlich der heutigen Stadt Chico. Der Stamm wurde 1967 aufgelöst, als er seine 10,5 ha große Chico Rancheria verlor. Heute besitzt die California State University, Chico (CSUC) etwa die Hälfte des einstigen Rancheria-Geländes. Die etwa 4,5 ha große Fläche der früheren Reservation wird durch Landwirtschafts-, Anthropologie- und Archäologie-Studenten der CSUC genutzt.
Die Mechupda erreichten 1992 eine Wieder-Anerkennung durch Bundesgesetz.

## Regierung
Die Mechupda ratifizierten am 1. Februar 1998 eine Verfassung. Der Stamm wird durch einen sieben Mitglieder zählenden Rat regiert. Die heutige Verwaltung besteht aus:
- Häuptling: Dennis Ramirez
- Vize-Häuptling: Sandra Knight:
- Schatzmeister: Robyn Forristel
- Sekretär: Roberta Lewis
- Außerordentliches Mitglied: Paulita Hopper
- Außerordentliches Mitglied: Cassy Wilson
- Außerordentliches Mitglied: Kyle McHenry[5]

## Reservation
Die Chico Rancheria befindet sich im Butte County. Es gibt etwa 70 Bewohner der Rancheria. Chico ist die nächstgelegene Stadt.